# يوشيو توميتا
يوشيو توميتا (باليابانية: 富田芳雄) هو لاعب تنس الطاولة ياباني، ولد في 1933.